# Loretánská kaple v Boru u Tachova
Loretánská kaple v Boru u Tachova se nachází v obci východně od zámku. Je chráněna jako nemovitá kulturní památka.

## Historie
Loretánská kaple (Santa Casa) byla postavena roku 1668. Jejími zakladateli byli Zikmund Bedřich hrabě z Kočova a Isabela Marie, rozená Trčková z Lípy. O toto poutní místo pečoval zvláštní loretánský kaplan. Kaple stála na kraji zástavby, původně před hradbami v rovinatém terénu a byla tak zdaleka viditelná. Byla postavena na místě starší kaple - od roku 1588 zde stávala malá mariánská kaple, založená Buškem a Bohuslavem ze Švamberka.

### Vzhled
Roku 1685 byla Santa Casa obestavěna přízemním ambitem, který je na severovýchodní straně doplněn patrovým, čelným dvoutraktovým křídlem. Toto křídlo obsahuje kromě ambitu také dvě boční kaple, vyzdobené štukami a procházející do patra. Mezi oběma kaplemi se nachází kruchta, na kterou vede šnekové schodiště po pravé straně průjezdu. Patrové křídlo má valbovou střechu se sanktusovou vížkou. Výklenky v ambitu jsou doplněny deskovými olejomalbami z let 1687. Freskové nástropní malby pocházejí z třetí čtvrtiny 18. století a byly provedeny za působení loretánských kaplanů Ondřeje Stettnera (1754-71) a Josefa Dobnera (1771-77). Vyznačují se motivy mariánské legendy, výjevů ze životů světců, evangelistů, proroků a českých patronů. Součástí ambitů jsou též malé kaple Vězení Kristova, Panny Marie Čenstochovské a Panny Marie Klatovské.

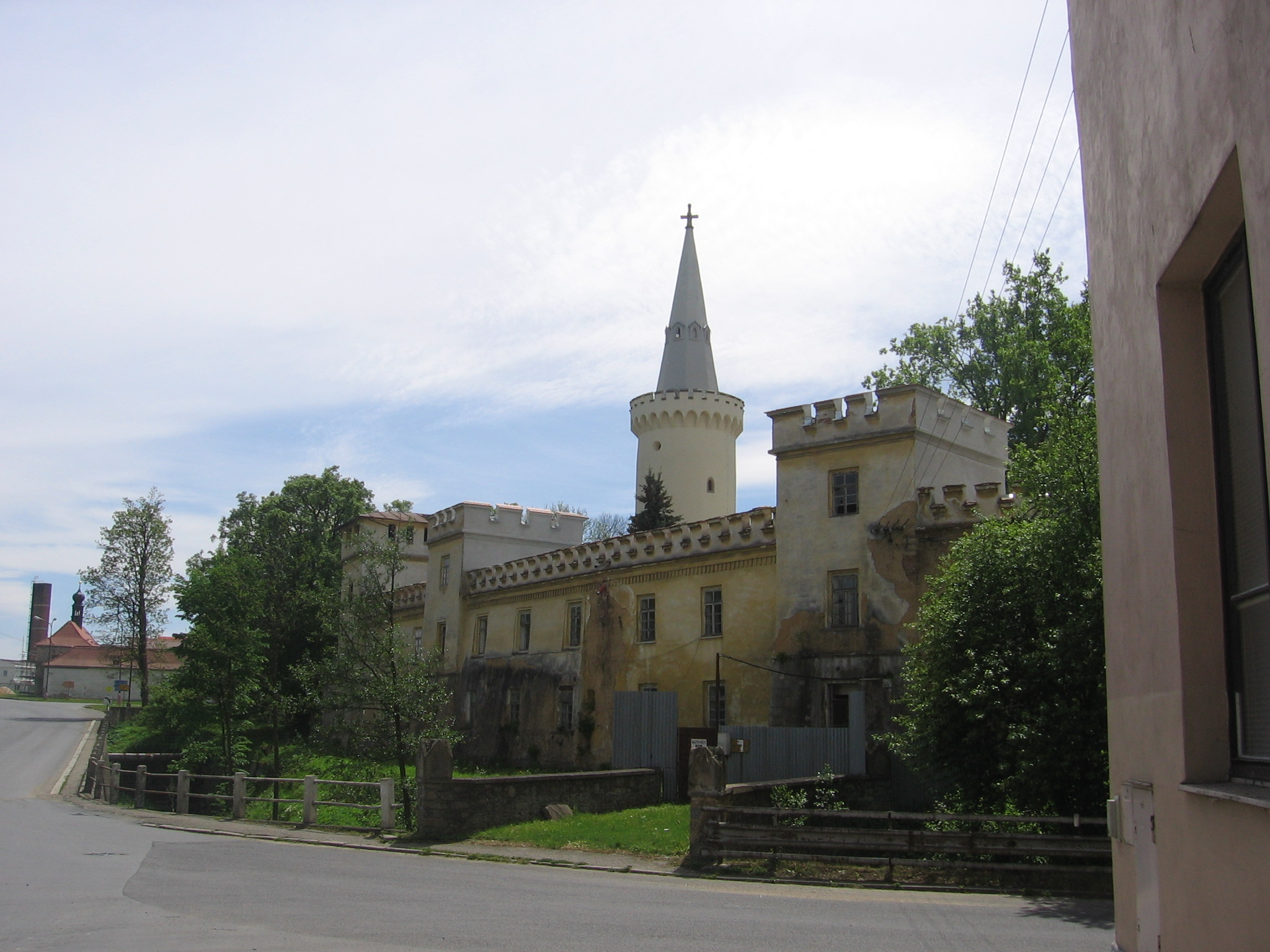
Zámek Bor u Tachova, areál Lorety vlevo vzadu

Samotná Loretánská kaple má průčelí blokového typu, které odpovídá představě o prostotě a chudobě legendárního příbytku. Na hladce omítnuté ploše Santa Casy vynikají jednoduše profilovaná ostění otvorů a silně vyložená ukončující římsa jako jediný plastický prvek. Tradiční je i uspořádání otvorů, čtvercové okno v čelní zdi a dvojice obdélníkových vstupů po stranách. Stavba je hranolová, nečleněná, bez podezdění. Pouze před západní stěnou kaple byla zhotovena kamenná mensa, která sloužila o poutích při bohoslužbách. Nepatrná atika zakrývá střechu, která má spád do středního žlabu. Odpad vody vychází ven atikovým otvorem ve středu západní stěny kaple.
V kapli se dochovaly poslední dřevěné fakule (pochodně), sloužící k osvětlení vnitřních prostor. Jsou ve dvou velikostech a zdobí je rozvilina s obrázkem Panny Marie Loretánské a s nápisem „Renovatum Anno 1867“.
Koncem 18. století poutě k Černé Madoně borské zanikaly. Kolem poloviny 19. století je Loreta uváděna jako pustá. Ještě v 19. století byly poutě obnoveny z iniciativy kněze Andrease Riedla. 2. května 1945 byla Loreta poškozena při ostřelování Boru a jeho okolí americkou armádou. K obnovení poutí došlo 8. září 1991.

### Opravy
Roku 1994 byla Loreta opravována. Má novou střechu, sanktusník na dvoutraktovém křídle má pokrytí měděné. Opravena byla statika a byla vyměněna okna. K zadní části ambitu bylo dostavěno křídlo zbořené po roce 1948.